# Per Bjering
Per Anders Bjering, född den 16 december 1919 i Stockholm, död den 19 maj 1998 i Växjö, var en svensk ämbetsman.
Bjering avlade studentexamen i Eksjö 1940 och juris kandidatexamen vid Lunds universitet 1945. Han genomförde tingstjänstgöring i Jösse domsaga 1945–1948. Bjering  blev tjänsteman vid länsstyrelsen i Kalmar län 1948, extra ordinarie länsnotarie i Södermanlands län 1950, ordinarie länsnotarie där 1953, förste länsnotarie i Kopparbergs län 1954, länsassessor där 1959, i Jämtlands län 1960 och förste länsassessor i Västerbottens län 1962. Han var landssekreterare i Jämtlands län 1963–1968, i Kronobergs län 1968–1970, tillförordnad landshövding där 1970–1971 och länsråd 1971–1985. Bjering blev riddare av Nordstjärneorden 1965 och kommendör av samma orden 1973. Han vilar i sin familjegrav på Eftra kyrkogård.